# Temporada de incendios forestales de Australia de 1974-1975
La temporada de incendios forestales de Australia de 1974–75 fue una serie de incendios forestales de Australia que consumieron el 15% del territorio del país.  Los incendios de ese verano quemaron aproximadamente 117 millones de hectáreas (esto es, 1,170,000 kilómetros cuadrados.
Mucho de la masa terrestre de Australia sufrió "daños extensos por los incendios", incluidas partes de Nueva Gales del Sur, el Territorio del Norte, Queensland, Australia Meridional y Australia Occidental.

## Estadísticas
Los incendios mataron a seis personas, aproximadamente 57.000 animales de granja, cosechas agrícolas y destruyeron casi 10 200 kilómetros (6338,0 mi) de cercos.: 339–345 
La Oficina de Estadísticas de Australia atribuyó la extensión de los incendios a "lluvias excepcionalmente intensas en los dos años anteriores".
Stephen J. Pyne calificó la temporada de incendios como el evento más destructivo en términos de hectáreas quemadas entre los incendios históricos en Australia. La historiadora de incendios Danielle Clode señala que estos incendios siguen siendo significativos por ser el mayor incendio forestal por área jamás registrado. En 2011, el científico retirado del gobierno australiano David Packham advirtió que "nos espera una gran temporada" que podría en el futuro rrepetir los incendios del verano de 1974.

## Áreas impactadas
Australia, al ser una federación de estados y territorios, desglosa los incendios de 1974-1975 por estado o región:

### Nueva Gales del Sur
Seis difuntos. Área quemada: 3.5 millones de hectáreas. 50.000 cabezas de ganado perdidas, 10 170 kilómetros (6319,4 mi) de cercas destruidas. Desde Bourke hasta Balranald, Cobar Shire, Moolah–Corinya —la mayor parte de la División Oeste.: 341   Pérdida de cosechas y daños generalizados a la infraestructura, incluidas las comunicaciones, las carreteras y los ferrocarriles.
El incendio de Moolah-Corinya fue "el incendio más grande jamás contenido por el hombre en Nueva Gales del Sur sin la ayuda del clima".  Quemó 1.17 millones de hectáreas y su perímetro era de más de 1000 kilómetros (621,4 mi).

### Territorio del Norte
Área quemada: 45 millones de hectáreas.  El fuego llegó a Barkly Tableland, distrito de Victoria River, cerca de Newcastle Waters.: 339 

### Queensland
La temporada de incendios forestales se definió desde octubre de 1974 hasta febrero de 1975. Área quemada: 7.3 millones de hectáreas. 95 bovinos, 6.850 ovejas perdidas. Áreas dañadas: Thargomindah, Bulloo Shire, Boulia Urandangie, McKinlay Shire.: 340 

### Sur de Australia
Área quemada: 15 millones de hectáreas. Las áreas afectadas fueron el noroeste del estado (zonas áridas y semiáridas) y los Montes de Adelaida.: 344 

### Australia Poniente
Área quemada: 29 millones de hectáreas de incendios, dañando el este y el noreste de Kalgoorlie.: 344 